# مقاطعة فيروفيتيكا-بودرافينا

موقع المقاطعة بالنسبة لكرواتيا.

مقاطعة فيروفيتيكا-بودرافينا Virovitičko-podravska županija هي إحدى مقاطعات كرواتيا ومركزها مدينة فيروفيتيكا.